# Val de San Román
Val de San Román es una localidad española del municipio de Val de San Lorenzo, en la provincia de León, comunidad autónoma de Castilla y León. El pueblo, que se encuentra el centro del municipio, está formado por tres barrios: el Barrio de Cantosales, el Barrio de Sobrado y el Barrio de Quintana. Está regado por las aguas del río Turienzo. Se accede a la localidad a través de las carreteras LE-6402, que entra por la iglesia, y LE-6448, que entra por el barrio de Quintana, denominada como la Calle el Barreiro.

## Localidades limítrofes
Confina con las siguientes localidades:
- Al norte con Santa Catalina de Somoza y Castrillo de los Polvazares.
- Al noreste con Murias de Rechivaldo.
- Al sureste con Val de San Lorenzo.
- Al sur con Valdespino de Somoza.
- Al noroeste con San Martín del Agostedo.

## Historia
Así se describe a Val de San Román en el tomo XVI del Diccionario geográfico-estadístico-histórico de España y sus posesiones de Ultramar, obra impulsada por Pascual Madoz a mediados del siglo XIX:

Villa en la provincia de León (8 leguas), partido judicial y diócesis de Astorga (1), audiencia territorial y capitanía general de Valladolid (25), ayuntamiento de Val de San Lorenzo. Situada en un llano, su clima es algo frío; sus enfermedades más comunes, pulmonías, pleuresías y tercianas. Tiene 88 casas; escuela de primeras letras; iglesia parroquial (San Román) matriz de Val de San Lorenzo, servida por un cura y un coadjutor, y medianas aguas potables. Confina con el anejo, San Martín del Agostedo, Santa Catalina y Lagunas. El terreno es de buena y mediana calidad, y le fertilizan las aguas que bajan de Prada de la Sierra. Además de los caminos locales cuenta el de Benavente a Galicia; reciba la correspondencia de Astorga. Producciones: granos, lino, algunas legumbres, patatas, frutas y pastos; cría ganados, y alguna caza de pesca. Industria: algunos molinos harineros y la arriería. Población: 88 vecinos, 342 almas. Contribución: con el ayuntamiento.
Diccionario geográfico-estadístico-histórico de España y sus posesiones de Ultramar

## Demografía
Evolución de la población
| Gráfica de evolución demográfica de Val de San Román entre 2000 y 2023 |
|                                                                        |
| Población de derecho (2000-2023) según el padrón municipal del INE     |

## Cultura
La iglesia está dedicada a san Román.